# Samsung Galaxy J7 Prime
Samsung Galaxy J7 Prime (также известный как "On7 Prime/On7 NXT") - Android-смартфон, разработанный, произведенный, выпущенный и проданный Samsung Electronics. Он был представлен в августе 2016 года и выпущен через месяц после этого. Это был первый смартфон J серии с алюминий металлическим корпусом наряду с Galaxy J5 Prime.

## Технические характеристики
J7 Prime оснащен 13 мегапиксельной задней камерой Sony Exmor RS IMX258 со светодиодной вспышкой, диафрагмой f/1.9, автофокусом и 8 мегапиксельной фронтальной камерой ISOCELL собственной разработки Samsung с апертурой f/1.9..
Он работает на базе Exynos 7870 SoC, включающая 1,6 ГГц восьмиядерный ARM Cortex-A53 CPU, Mali-T830MP1 GPU с 3 ГБ RAM. Встроенная память объемом 16 или 32 ГБ может быть расширена до 256 ГБ с помощью microSD..
J7 Prime оснащен 5,5-дюймовым Full HD PLS TFT экраном, датчиком отпечатков пальцев и аккумулятором емкостью 3300 мАч..

### Программное обеспечение
J7 Prime был запущен с Android 6.0.1 "Marshmallow", работающим на фирменном пользовательском интерфейсе Samsung TouchWiz. Он может быть обновлен до Android 8.1.0 "Oreo" вместе с пользовательским интерфейсом Samsung Experience. Он поддерживает VoLTE, Samsung Knox и программные усовершенствования Samsung..